# Ikke-kodende DNA
I molekylærbiologi er junk-DNA eller nonsens-DNA en forældet benævnelse for kromosomers eller genomers DNA-sekvenser, som ikke har en kendt funktion. Op imod 97 % af den menneskelige genom er blevet omtalt som "junk" – eller på dansk affald, men det afspejler nok snarere det faktum at kun 1,5% af det humane genom koder for protein, men en stor del af resten har efterhånden fået tildelt kendte funktioner (se billedet).
Selvom det meste af junk-DNA sekvenserne kunne formodes at være evolutionære rester, som ikke har noget aktuelt formål, tror nogle at junk-DNA fungerer på måder, vi endnu ikke kender betydningen af.
Ydermere kan bevarelsen af noget junk-DNA over millioner af års evolution måske betyde, at det har en livsvigtig funktion. Nogle betragter mærkaten "junk" som en forkert benævnelse, mens andre anser junk-DNA som DNA gemt væk til mulig fremtidig anvendelse, i stedet for noget, der skal smides ud.
Nogle foretrækker benævnelsen ikke-kodende DNA, selvom junk-DNA ofte indeholder transposoner, der koder for proteiner uden klar funktion i deres vært. Retrotransposoner eller endogene retrovirus stammer fra retrovirus. Atter andet DNA kommer fra parasitter. Et eksempel herpå er at 70% af hvirvelløse dyr har indlejret store dele af eller næsten hele parasitten Wolbachias genom i deres genom.
Det vides nu at det humane genom indeholder omkring 100.000 stumper retrovirus-DNA kaldet endogene retrovirus, som udgør omkring 8% af genomet, men man kender kun funktionen eller betydningen af enkelte genprodukter deraf.
Videnskaben funktionel genomik har udviklet mange accepterede teknikker til at karakterisere proteinkodende gener, RNA-gener og regulerende regioner. I det meste af planter og dyrs genomer udgør det proteinkodende DNA kun en mindre procentdel. I menneskets tilfælde 1-2 %. Funktionen af resten bliver undersøgt. Meget af det kan identificeres som repeterende DNA-sekvenser uden kendt biologisk funktion for deres vært. Det er dog værdifuldt for genetikere, da de kan anvende det til nedarvningsklassifikation. Men når dette er fratrukket junk-DNA, er der stadig store mængder sekvenser, som indtil videre ikke kan klassificeres til andet end "junk".
Et organismes genomstørrelse inkl. junk-DNA ser ud til at have lille sammenhæng med organismets kompleksitet: Det er blevet rapporteret, at genomet for den encellede organisme Amoeba dubia mængdemæssigt indeholder mere end 200 gange så meget DNA som menneskets genom"
.
Pindsvinefisken Takifugu rubripes genom indeholder mængdemæssigt kun 1/10 af menneskets genom, men ser ud til at have ligeså mange brugte gener som menneskets. Det meste af forskellen ser ud til at ligge i det der i dag kaldes junk-DNA.

## Kritiske funktioner fundet i "ikke-kodende DNA"
I nyere tid er der i forskellige organismer blevet fundet vigtige funktioner i DNA, der tidligere var klassificeret som junk-DNA.

F.eks. opdagede forskere i 2013, at hjernens udvikling guides af "junk-DNA"
, og "junk-DNA" former vores ansigt.
Efter flere års forskning er det blevet afsløret i 2018, at en særlig type transposon kaldet "LINE1", der udgør mere end 20 % af menneskers genom, er kritisk for embryoudviklingen, helt fra den kun er to celler. "Slukkes" "LINE1", stopper embryoudvikling. Transposoner er en form for "junk-DNA", hvis opførsel ligner genetiske parasitter. "LINE1" er, som forskningen viser, absolut ikke en genetisk parasit, men er derimod yderst livsnødvendig.